# Église Saint-Botolphe de Boston
L'église Saint-Botolphe de Boston (St Botolph's Church en anglais) est une église paroissiale anglicane située à Boston, dans le Lincolnshire, en Angleterre.
Ce bâtiment remonte au XIVe siècle : le chancel est commencé en 1309 et la nef est achevée en 1390. Sa principale caractéristique architecturale est sa tour, dont la construction débute vers 1450 et s'achève en 1520. Haute de 81 mètres, elle domine le paysage au relief peu marqué des Fens et elle est visible par temps clair depuis le Norfolk, de l'autre côté du Wash.
L'église, couramment surnommée Boston Stump ou simplement The Stump (« la souche » ou « le chicot »), est dédiée à Botwulf, un ermite anglo-saxon du VIIe siècle. Elle est protégée en tant que monument classé de grade I depuis 1949.